# وسيم زغدود
وسيم زغدود (بالإنجليزية: Wassim Zaghdoud)‏ (مواليد 13 يوليو 1993 في تونس لاعب كرة قدم تونسي يجيد اللعب في خط الوسط يلعب حالياً في اتحاد التطاوين .

## روابط خارجية
- وسيم زغدود على موقع قاعدة بيانات كرة القدم.إي يو (الإنجليزية)
- وسيم زغدود على موقع Soccerway.com (الإنجليزية)
- وسيم زغدود على موقع كووورة

- وسيم زغدود